# Helianthemum viscarium
Helianthemum viscarium là một loài thực vật có hoa trong họ Nham mân khôi. Loài này được Boiss. & Reut. mô tả khoa học đầu tiên năm 1852.